# بحيرة بوريجي
بحيرة بوريجي (في الأصل Lueor-lo-Urigi ، وتعني "بحيرة أوريجي البيضاء")  هي بحيرة داخلية في ولاية كاجيرا [الإنجليزية] التابعة لإقليم كاجيرا في تنزانيا. تقع أجزاء من البحيرة وشاطئها داخل محمية بوريجي للحياة البرية.

## تاريخ
زارتها بعثة الدكتور هانس ماير في شرق إفريقيا، وكان اسمها على خرائط ذلك الوقت هو أوريجي. يُنسب اكتشاف البحيرة إلى النقيب جون هاننج سبيك، الذي أطلق عليها اسم Lueor-lo-Urigi ("بحيرة أوريجي البيضاء").